# Porno (film)
Porno – polska komedia erotyczna z 1989 roku w reżyserii Marka Koterskiego.
W 2019 roku film został poddany cyfrowej rekonstrukcji i udostępniony jest na platformie streamingowej 35mm.online.

## Obsada
- Zbigniew Rola(inne języki) – Michał, główny bohater
- Agnieszka Wójcik(inne języki) – Asia
- Iwona Katarzyna Pawlak – Aga
- Ewa Grabarczyk(inne języki) – Anka, dziewczyna poznana w bibliotece
- Katarzyna Figura – Superblondyna
- Anna Gornostaj – Marta
- Ewa Skibińska – Julia
- Dominika Włodarczyk – Lusia
- Maja Barełkowska – Ulka, koleżanka Agi
- Bogusław Linda – Miki, brat Michała
- Anna Milewska – matka Michała
- Grażyna Strachota – Zoja, wielbicielka Heideggera w parku
- Marcin Troński – dowódca patrolu konnego MO
- Marcel Szytenchelm – mężczyzna w przychodni wenerologicznej
- Henryk Bista – lekarz wenerolog
- Zbigniew Buczkowski – klient prostytutki